# Synaldis nitidula
Synaldis nitidula är en stekelart som först beskrevs av Masi 1933.  Synaldis nitidula ingår i släktet Synaldis och familjen bracksteklar. Inga underarter finns listade i Catalogue of Life.